# Jones Day
Jones Day är en amerikansk multinationell advokatbyrå som anses vara en av världens tio största sett till sin omsättning på omkring 2 miljarder dollar. Byrån representerar företag som American Airlines, Chevron Corporation, General Motors, Goldman Sachs och Royal Bank of Scotland.
Advokatbyrån grundades 1893 under namnet Blandin & Rice i Cleveland i Ohio av Edwin J. Blandin och William Lowe Rice. Huvudkontoret i Washington, D.C. öppnades 1946.

## Närvaro
Jones Day har totalt 43 kontor i 18 olika länder. Huvudkontoret ligger i Washington, D.C. Kontor finns även i bland annat Amsterdam, Bryssel, Chicago, Dubai, Frankfurt, Hong Kong, London, Los Angeles, Mexico City, Milano, Moskva, New York, Paris, San Francisco, Sydney och Tokyo.